# Aleksander Paweł Sapieha
Pour les articles homonymes, voir Aleksander Sapieha et Sapieha.
Aleksander Paweł Sapieha (8 septembre 1672 mort le 4 janvier 1734 à Vilnius), prince de la famille Sapieha, maréchal de la cour de Lituanie (1692) et grand maréchal de Lituanie (1699).

## Biographie
Aleksander Paweł Sapieha est le fils de Kazimierz Jan Sapieha et de Krystyna Barbara Hlebowicz.
Il étudie au Collège des Jésuites à Braniewo puis voyage en Europe. Il rentre en Pologne à la fin de l'année 1689.
En 1692, il participe à l'expédition de Jean III Sobieski en Moldavie et reçoit le titre de maréchal de la cour de Lituanie. Il participe à la vie de la cour jusqu'à la mort du roi.
Lors de l'élection de 1697, il soutient la candidature de François-Louis de Bourbon-Conti. C'est Auguste II qui est cependant élu l'année suivante. Il est nommé grand maréchal de Lituanie le 27 août 1699.
En 1700, avec son père et son oncle, il participe à la bataille d'Olkieniki (en), mais il est contraint de fuir lorsque la noblesse lituanienne, qui s'est liguée contre la famille Sapieha, prend l'avantage.
Pendant la grande guerre du Nord (1700-1721), Sapieha choisi le camp de Charles XII de Suède et soutient son protégé, Stanislas Leszczynski qui est élu roi de Pologne le 12 juillet 1704.
En 1709, Charles XII est battu par Pierre Ier de Russie à la Poltava. Stanislas Leszczynski, est chassé du trône de Pologne et Sapieha perd ses fonctions politiques.
En 1713 Auguste II restauré rend à Sapieha le titre de grand maréchal de Lituanie et en 1715 lui décerne l'ordre de l'Aigle blanc.
Aleksander Paweł Sapieha meurt à Vilnius, le 4 janvier 1734.

## Mariage et descendance
Il épouse Maria Krystyna de Béthune. Ils ont pour enfants:
- Ludvika Maria Sapieha (1695–1768), épouse d' Alexander Dominic Velopolski, puis de Antoni Michał Potocki (pl)
- Kazimierz Leon Sapieha (1697-1738), général d'artillerie, voïvode de Brześć.
- Józef Stanisław Sapieha (1708-1754), évêque coadjuteur de Vilnius.
- Michał Antoni Sapieha (1711-1760), vice-chancelier de Lituanie, voïvode de Podlachie, maître de chasse de Lituanie.

## Sources
- Notices d'autorité :   - VIAF
  - Pologne
  - NUKAT

- (pl) Cet article est partiellement ou en totalité issu de l’article de Wikipédia en polonais intitulé « Aleksander Paweł Sapieha » (voir la liste des auteurs).

- (lt) Cet article est partiellement ou en totalité issu de l’article de Wikipédia en lituanien intitulé « Aleksandras Povilas Sapiega » (voir la liste des auteurs).